# متحف التاريخ الطبيعي في لندن

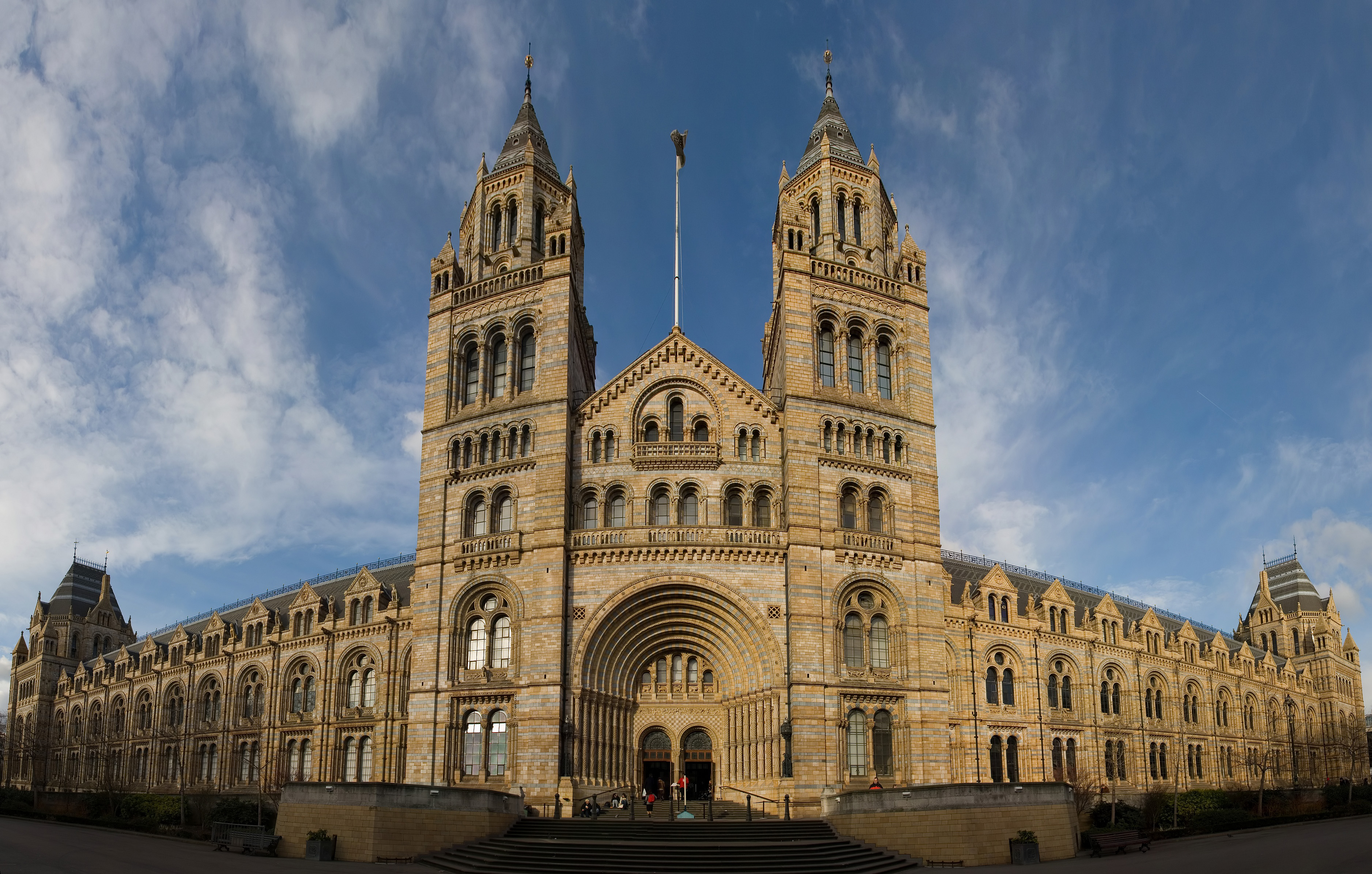
واجهة متحف التاريخ الطبيعي

متحف التاريخ الطبيعي (بالإنجليزية: Natural History Museum)‏ في لندن هو معرضٌ علمي للطبيعة، يقع ضمن مجمَّع كبير للمتاحف في منطقة ساوث كينزنغتون بمدينة لندن البريطانية. افتتح المتحف في عام 1881، ويعرض تاريخ الأرض الطبيعي من فترة ما قبل التاريخ إلى يومنا هذا، ويشتهر المتحف بشكل خاص بعرض بقايا الهياكل العظمية للديناصورات.
يضم متحف التاريخي الطبيعي بلندن نحو 80 مليون عيّنة مختلفةٍ تعود لحيوانات ونباتاتٍ وحشرات وكائناتٍ منقرضة، بل وحتى معادن وبقايا جيولوجية. يعد المتحف مركزاً معروفاً عالمياً للبحث العلمي في مجال علم التصنيف وحفظ سجلات التاريخ البيولوجي. وقد نتج عن عمر المتحف الطويل أن العديد من عيناته أصبحت ذات أهميَّة تاريخية وعلمية شديدة، مثل عينات العالم تشارلز دارون التي لا زالت محفوظةً فيه حتى الآن. يشتهر المتحف ببعض العيِّنات المحددة التي يعرضها، مثل هيكل ديناصور الديبلودوكس العملاق الذي يزيِّن مدخله، كما أنَّه مشهور بتصميمه المعماري الفريد الذي منحه لقب كاتدرائية الطبيعة. يحتوي المتحف مكتبةً ضخمة تضم العديد من الكتب والمجلات والمخطوطات المتعلّقة بعلم الطبيعة، إلا أنَّه لا يمكن لعامة الناس دخولها.
تأسَّس المتحف أول أمره سنة 1881، بعد أن عمل على تصميمه وبنائه المعماريُّ ألفريد ووترهاوس، وشيَّد المعماري ذاته بمنطقة مجاورةٍ المتحف الجيولوجي الذي دمج بالمتحف الأصلي لاحقاً ليصبح قسماً منه. كان متحف التاريخ الطبيعي في حين تأسيسه ملحقاً بالمتحف البريطاني، إلا أنَّه فصل عنه قانونياً سنة 1963، وظل رغم ذلك يُسمَّى بشكل رسمي المتحف البريطاني للتاريخ الطبيعي حتى سنة 1992. وقد ألحق بالمتحف حديثاً قسم جديد يُسمَّى مركز دارون، صُمِّم تصميماً حديثاً بهدف عرض وحفظ عينات تاريخية إضافية.
مثل معظم المتاحف الحكومية في المملكة المتحدة، يمكن دخول متحف التاريخ الطبيعي بلندن مجاناً، فهو يعد مؤسسة خيريَّة عامة فحسب.